# Gazsó György
Gazsó György (Budapest, 1957. május 28.) Jászai Mari-díjas és Aase-díjas magyar színész.

## Életpályája
1976–1981 között az Erdészeti és Faipari Egyetem hallgatója volt. 1981–1983 között a Nemzeti Színház stúdiójában tanult.
1983–1986 között a kecskeméti Katona József Színház tagja volt. 1986–1988 között a Szegedi Nemzeti Színház színésze volt. 1988–1992 között a zalaegerszegi Hevesi Sándor Színházban lépett fel. 1992–1994 között a Szigligeti Színházban játszott. 1994–2001 között a nyíregyházi Móricz Zsigmond Színház színművésze volt. 2001–2003 között a Bárka Színház tagja volt. 2003–2009 között a Nemzeti Színház tagja volt. 2009 óta a Radnóti Miklós Színház színésze.

## Színházi szerepei
A Színházi adattárban regisztrált bemutatóinak száma: 113. Ugyanitt egy színházi fotón is látható.
| - Federico García Lorca: Don Cristobal....Költő és Don Cristobal - Blok: Komédiásdi....Harmadik szellemidéző - Weöres Sándor: Csalóka Péter....Kocsmáros - Molnár Ferenc: Liliom....Kádár István - Károlyi Gáspár: Jézus Krisztus, az embernek fia....Bal lator; Ördöngős - Nóti Károly: Nyitott ablak....Hadnagy - Gyurkó László: Faustus doktor boldogságos pokoljárása.... - Csiky Gergely: Mukányi....Dr. Kokas - Vándorfi László: Paraszt Dekameron....Jézus; Király; Bíró; Első pap - Bertolt Brecht: Koldusopera....Kókadt Walter - Beaumarchais: Figaro, a sevillai borbély....Don Bazilio - Weöres Sándor: A holdbéli csónakos....Idomeneus - Karinthy Ferenc: Leánykereskedő....Turcsek - Scribe: Egy pohár víz....Képviselő - Karinthy Frigyes: Bűvös székek....Miniszter - William Shakespeare: Hamlet....3. Színész a Királyné szerepében - Bresan: Díszvacsora a temetkezési vállalatnál....Jureta - Ionesco: Rinocérosz....Fűszeres; Lakó felesége - Molière: Dandin György....Csikasz - William Shakespeare: Ahogy tetszik....Próbakő - Pozsgai Zsolt: Horatio....Laiser - Thomas Mann: Marió és a varázsló....Apa - Victor Hugo: A Notre Dame-i toronyőr....Marcel - Carlo Goldoni: Két úr szolgája....Truffaldino; Pantolone - Szép Ernő: Lla ákác....Angelusz - John Steinbeck: Egerek és emberek....Lennie - Spiró György: Kőszegők....Grabec; Fehmiu - Szigligeti Ede: Liliomfi....Szilvai; Szellemfi - Klaus Mann: Mefisztó....Hendrik Höfgen - Shaffer: Equus....Martin Dysart - Csukás István: Mesélj, Münchhausen....Farkas; Féllábú katona; Messzelövő; Szörny II. - Gárdonyi Géza: Egri csillagok....Veli bég - Sarkadi Imre: Kőműves Kelemen....Vándor - Csiky Gergely: A nagymama....Koszta - Shaffer: Jonadáb....Amnón - Pörtner: Hajmeresztő....Victor Rosetti - Horváth Péter: A padlás....Detektív - Pállya István: Ravaszy és Szerencsés....Szerencsés - Pozsgai Zsolt: Szeretlek cirkusz....Stefi - Shakespeare: IV. Henrik....Henrik király - Gábor Andor: Dollárpapa....Kercseligethy - Lenz: A házitanító....Wenzeslaus - Machiavelli: Mandragóra....Timoteusz barát - Friedrich Dürrenmatt: Angyal szállt le Babilonba....Utnapistim - Goethe: Clavigo....Guilbert - Synge: A nyugati világ bajnoka....Michael J. Flaherty kocsmáros - Weöres Sándor: A kétfejű fenevad....Hadzsi Ibrahim pécsi kádi igazi nevén mandelli Avram - Gray: Kicsengetés....St. John Quartermaine - Csehov: Három nővér....Andrej; Kuligin - Hauptmann: A bunda....Von Wehrhahn - Gogol: A revizor....Zemljanyika - Fodor László: Érettségi....dr. Richtig | - Szerb-Galambos: Utas és holdvilág....Ervin - Shakespeare: A velencei kalmár....Shylock - Henrik Ibsen: Nóra....Torvald Helmer - George Bernard Shaw: Szent Johanna....Az érsek - Stone: Senki sem tökéletes avagy nincs, aki hűvösen szereti....Oszgud - Molière: Az úrhatnám polgár....Dorimène szeretője - Csehov: A manó....Vojnyickij - Remenyik Zsigmond: Vén Európa Hotel....Don Carlos - Albee: Azt hiszem, megcsinálják!....Jack - Jaroslav Hašek: Svejk.... - Kárpáti Péter: Díszelőadás.... - Bakonyi Károly: Mágnás Miska....Mixi gróf - Csehov: Ványa bácsi....Szerebrjakov - Brecht: Baal.... - Brecht: Krétakör....Acdak - Csehov: Cseresznyéskert....Gajev - Strauss: A viszontlátás trilógiája....Moritz - Weiss: Jean Paul Marat üldöztetése és meggyilkolása... ahogy a charentoni elmegyógyintézet színjátszói előadják De Sade úr betanításában és ahogy azt a Gyulai Éjszakai Színtársulat színjátszói előadják ezerkilencszázkilencvenkilenc augusztusában....De Sade - Molière: Tartuffe....Tartuffe - Hamvai Kornél: Hóhérok hava....Jean-Pierre Roch - Erdman: A mandátum....Pavel Szergejevics - Kosztolányi-Seneca: Néró, szerelmem.... - Szigeti József: A vén bakancsos, és fia a huszár....Veres Aloiz - Mohácsi: A vészmadár – avagy hamar munka ritkán jó....Bácskay András - Luigi Pirandello: Hat szereplő szerzőt keres....apa - Szigligeti-Spiró: Fogadó a Nagy Kátyúhoz....Szilvai Tódor - Slobodzianek: Ilja próféta.... - Mayenburg: Paraziták....Multscher - Büchner: Pulcinella közlegény....Kapitány - Vörösmarty Mihály: Czillei és a Hunyadiak....Szilágyi Mihály - Bíró Lajos: Sárga lilom....Dr. Peredy Jenő - Shakespeare: III. Richárd....Lord Hastings - Bulgakov: A Mester és Margarita....Korovjov - Caragiale: Farsang....Iordache - Füst Milán: Boldogtalanok....Sirma Ferenc; Dr. Beck Gyula - Erdman: Az öngyilkos....Podszekalnyikov - Vörösmarty Mihály: Csongor és Tünde....kalmár - Shakespeare: Lear király....Cornwall - Frayn: Szigliget....Malacsik István - Shakespeare: Lear....Edmund - Dosztojevszkij: Ördögök.... - Hamvas-Spiró: Szilveszter....Fogoly - Alekszandr Osztrovszkij: Farkasok és bárányok....Mihail Linyajev - Remenyik Zsigmond: Pokoli disznótor....Gazda - Jean Racine: Atália....Ábner - Shakespeare: A makrancos hölgy....Baptista Minola - Euripidész: Oidipusz gyermekei....férfi - Móricz Zsigmond: Nem élhetek muzsikaszó nélkül....Peták - Trier: A főfőnök....Ravn - Babel: Alkony....Nyikifor |

## Filmjei
| - A három nővér (1991) - VII. Olivér (2001) - Kísértések (2002) - Ébrenjárók (2002) - Szent Iván napja (2003) - Jött egy busz… (2003) - A miskolci boniésklájd (2004) - Az igazi Mikulás (2005) - Rokonok (2005) - Sorstalanság (2005) - Nincs kegyelem (2007) - Lora (2007) - Rövid, de kemény… életem (2007) - Tour (2008) - Apacsok (2010) - Isztambul (2011) - A Viszkis (2017) - Egy szerelem gasztronómiája (2017) - Bűnös város (2021) | - Família Kft. (1992) - Három idegen úr (1994) - Itt a vége, pedig milyen unalmas napnak indult (1995) - Valaki kopog (2000, A titok epizódban) - Kisváros (2000–2001) - Fejezetek az Erények könyvéből (2005) - Fekete fehér (2006) - Az igazi halál (2007) - Buhera mátrix (2007) - Éji séták és éji alakok (2010) - Társas játék 1-2 (2011-2013) - Munkaügyek (2012–2015) - Egynyári kaland (2018) - Nofilter (2019) - Doktor Balaton (2020–2022) |

## Díjai
- Móricz-gyűrű (1995)
- Ostar-díj: az évad legjobb férfi szereplője (A velencei  kalmárban Shylockot megformálásáért) és a legjobb dalért (Kérek egy  kulcsot  a szívedhez című  sláger a Senki sem tökéletesben) - 1. Ost-star (Kelet csillaga) gála, Nyíregyháza (1996)[5]
- Jászai Mari-díj (1997)
- A színházi találkozó legjobb férfialakítás díja (1999)
- Színikritikusok Díja (1999)
- Sík Ferenc-díj (1999)
- Vastaps-díj (2000)
- A filmszemle díja (2002) Ébrenjárók és Kísértések
- A filmkritikusok díja (2003)
- Aase-díj (2017)[6]